# Primitivo Álvaro Pérez
Primitivo Álvaro Pérez (Segòvia, 1942 - 30 de desembre de 2002) fou un director de producció espanyol, conegut familiarment com a Primi.
Va començar en el món del cinema a finals dels anys 1950 com a ajudant de producció de pèplums com Els últims dies de Pompeia (1959) de Mario Bonnard i El colós de Rodes (1961) de Sergio Leone. A partir dels anys 1960 va començar a col·laborar amb el productor Elías Querejeta i el 1963 fou assistent de producció a Noche de verano de Jordi Grau i Solà. Posteriorment fou director de producció a les pel·lícules de Carlos Saura Peppermint Frappé(1967), Stress-es tres-tres (1968) La madriguera (1969), El jardín de las delicias (1970), Cría cuervos (1975) i Mamá cumple cien años, i director executiu d' Ana y los lobos. També va col·laborar en produccions internacionals com Bellesa negra de James Hill (1971) i La lletra escarlata de Wim Wenders (1973).
Durant la dècada del 1970 i 1980 va ser director de producció de José Luis Borau a Furtivos (1975), de Víctor Erice a El espíritu de la colmena (1973) i El sur (1983), de Manuel Gutiérrez Aragón a Habla, mudita (1973), de Jaime Chávarri a El desencanto (1976), de Montxo Armendáriz a Tasio (1984), i de Gracia Querejeta a Una estación de paso (1992), Cuando vuelvas a mi lado (1999) i Héctor (2004). El 1991 fou candidat al Goya a la millor direcció de producció per Las cartas de Alou de Montxo Armendáriz. Posteriorment treballà amb Montxo Armendáriz a 27 horas (1986) i a Historias del Kronen (1995) i amb Fernando León de Aranoa a Barrio (1998) i Los lunes al sol (2002).